# 1499

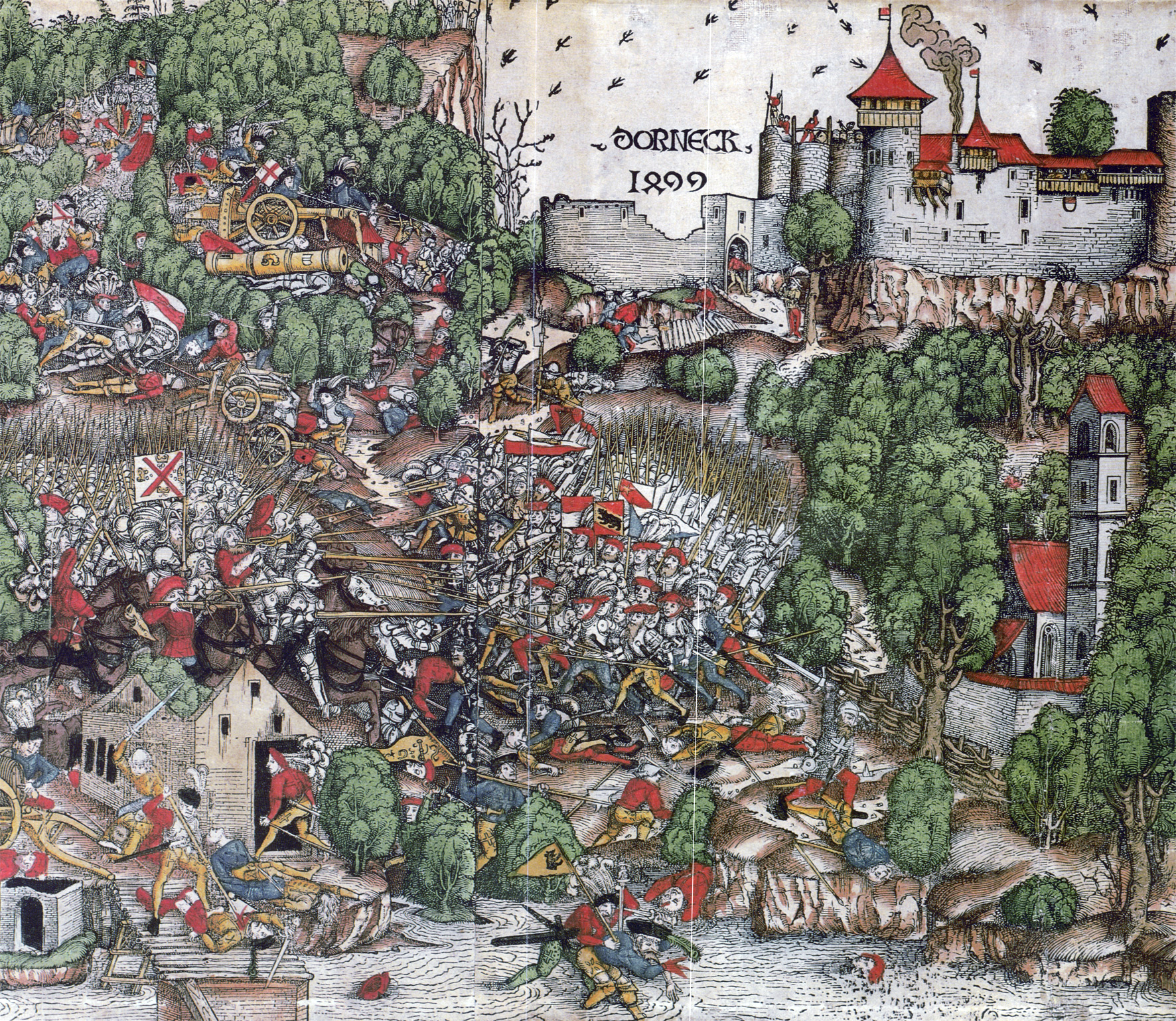
Slag bij Dornach

Het jaar 1499 is het 99e jaar in de 15e eeuw volgens de christelijke jaartelling.

## Gebeurtenissen
- 8 januari - De koningin-weduwe van Frankrijk, Anna van Bretagne, trouwt met de nieuwe vorst Lodewijk XII, die eerder zijn gemalin Johanna van Frankrijk had verstoten.
- 22 februari - In opdracht van de nieuwe Friese stadhouder Albrecht van Saksen wordt begonnen met de bouw van de Blokhuispoort in Leeuwarden, een verdedigingswerk en dwangburcht.
- mei - Vanuit Spanje vertrekken Amerigo Vespucci, Alonso de Ojeda en Juan de la Cosa voor een ontdekkingstocht naar de Nieuwe Wereld. Ze verkennen de noordoostkust van Zuid-Amerika.
- 8 juli - beleg van Rhenen: Jan II van Kleef neemt Rhenen in als onderdeel van een conflict met Sticht Utrecht.
- 10 juli - Stadsbrand van Monnickendam: 80% van de huizen in de stad wordt vernield.
- 22 juli - Slag bij Dornach: Beslissende overwinning in de Zwabische Oorlog van het Zwitsers Eedgenootschap op Maximiliaan I.
- 25 juli - Hertog Albrecht van Saksen benoemt voor Friesland een Raad van elf leden uit ridderschap en geestelijkheid, met een kanselier als voorzitter. Een deel van de Raad verzorgt het bestuur, het andere deel de rechtspraak.
- 7 september - Vespucci en Ojeda ontdekken Curaçao.
- 18 september - Vasco da Gama keert van zijn reis naar Voor-Indië te Lissabon terug.
- 22 september - Vrede van Bazel: Einde van de Zwabische Oorlog. Het Zwitsers Eedgenootschap krijgt de facto onafhankelijkheid van het Heilige Roomse Rijk.
- september - Met een Franse inval in Milaan begint de Tweede Italiaanse Oorlog.
- 8 december - De kanselier van Castilië, kardinaal Francisco Jiménez de Cisneros, doopt onder drang en misschien dwang zo'n drieduizend moslims. Een belangrijke moskee wordt een kerk en islamitische boeken worden verbrand. Hij verklaart dat alle moslims in Spanje zich hetzij moeten bekeren, hetzij het land verlaten.
  - december - In reactie hierop komt het tot een opstand in Granada en de omgeving, de Opstand van Alpujarras.
- Opper-Salm wordt verdeeld in Salm-Dauhn en Salm-Kyrburg.
- Beleg van Venlo: Maximiliaan I belegert vergeefs de stad Venlo.
- De legers van Kleef en Gulik worden uit Gelre verdreven. Einde van de (tweede) Gelderse Onafhankelijkheidsoorlog.
- Poestozersk wordt gesticht.
- Elisabeth van Beieren huwt met Ruprecht van de Palts.
- De Meta Romuli in Rome wordt afgebroken.
- De Universiteit van Alcalà de Henares wordt gesticht.
- Hiëronymus Lauweryn laat de 522 hectare grote Sint-Christoffelpolder aanleggen ten zuiden van Watervliet.
- oudst bekende vermelding: Gatsjina

## Beeldende kunst

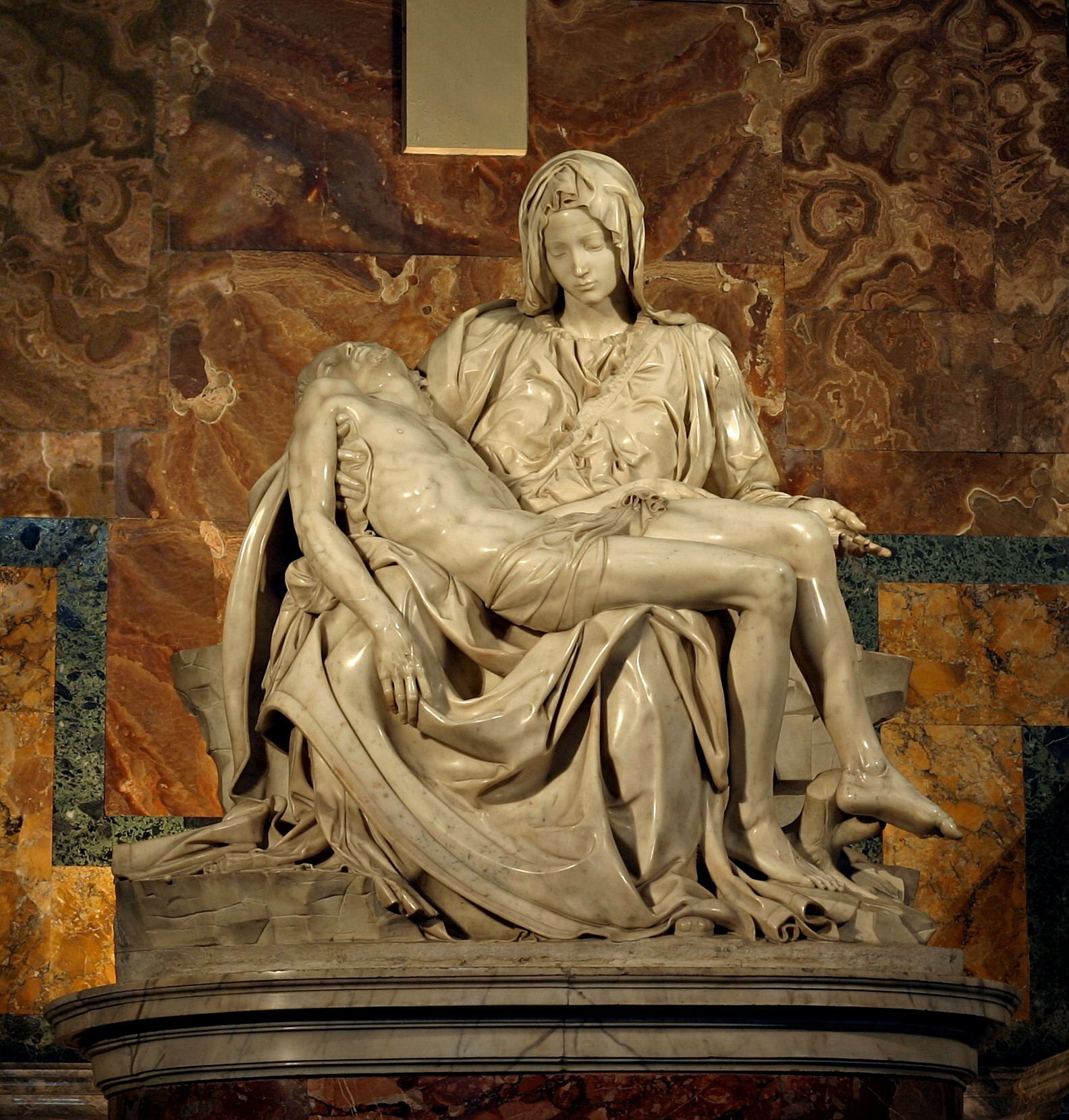
Michelangelo Buonarroti: Pietà
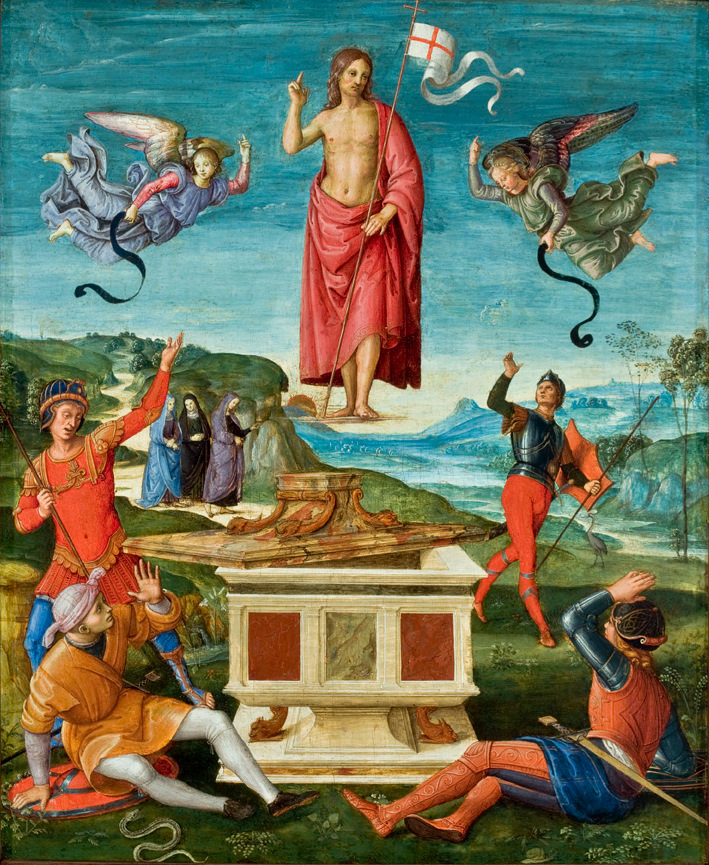
Rafaël: De Opstanding van Christus
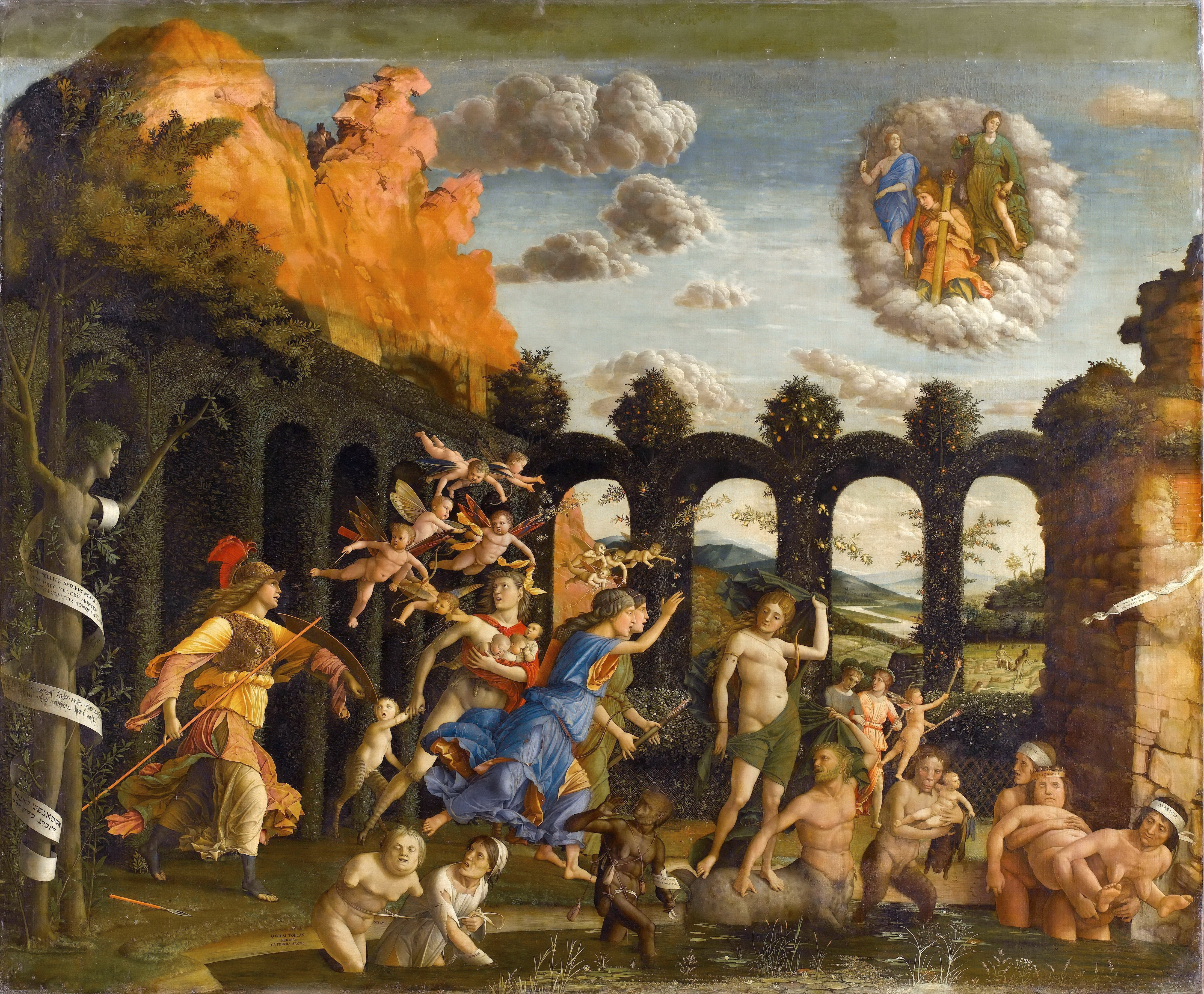
Andrea Mantegna: Triomf van de Deugd
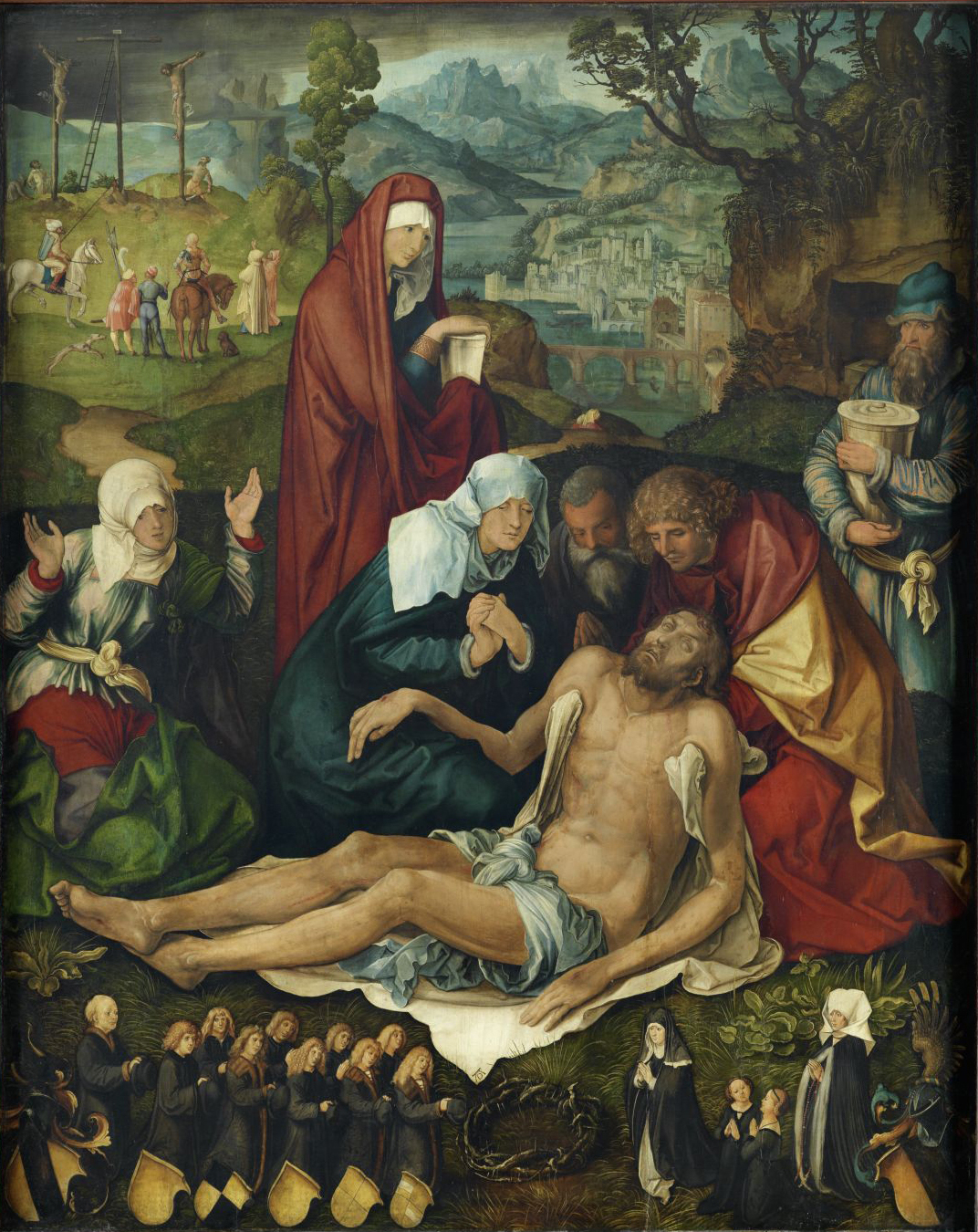
Albrecht Dürer: Bewening van Christus
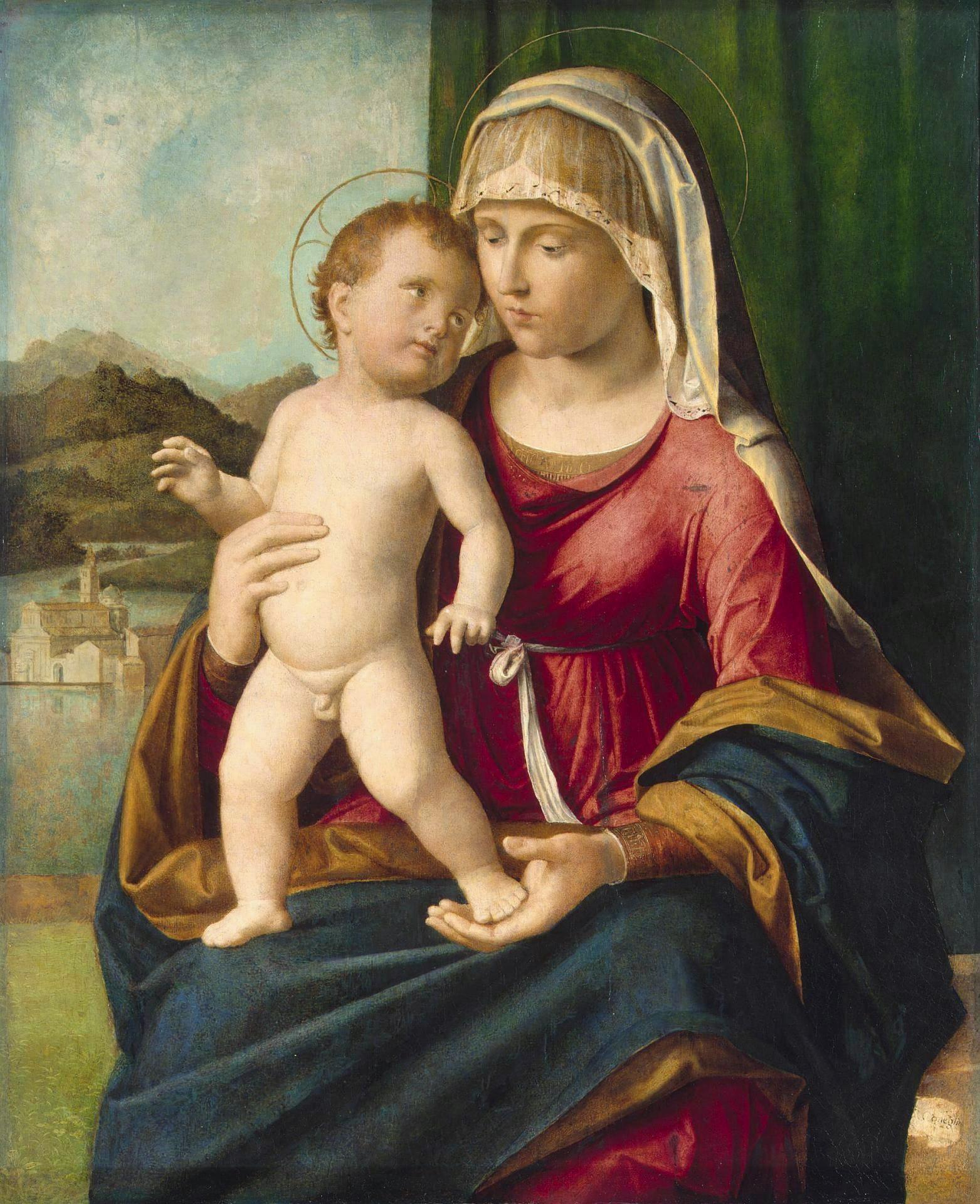
Cima da Conegliano: Madonna met kind

## Opvolging
- Brandenburg: Johann Cicero opgevolgd door zijn zoon Joachim I Nestor
- Milaan: Ludovico Sforza opgevolgd door Lodewijk XII van Frankrijk
- Mirandola: Galeotto I opgevolgd door Gian Francesco II
- Nassau-Beilstein: Hendrik IV opgevolgd door zijn zoons Johan II en Bernhard
- Palts-Mosbach: Otto II opgevolgd door Filips van de Palts

## Afbeeldingen

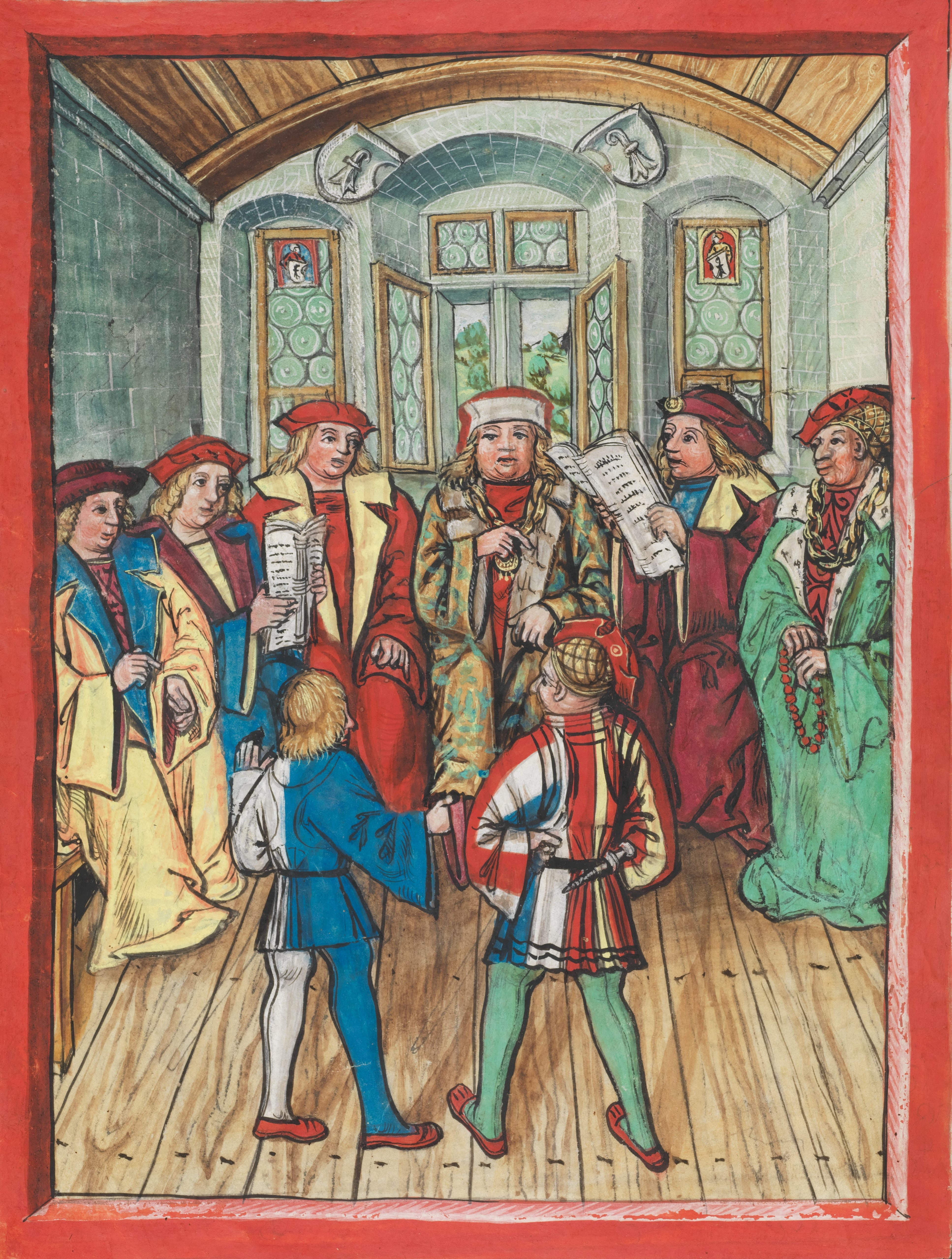
Onderhandelingen voor de Vrede van Bazel
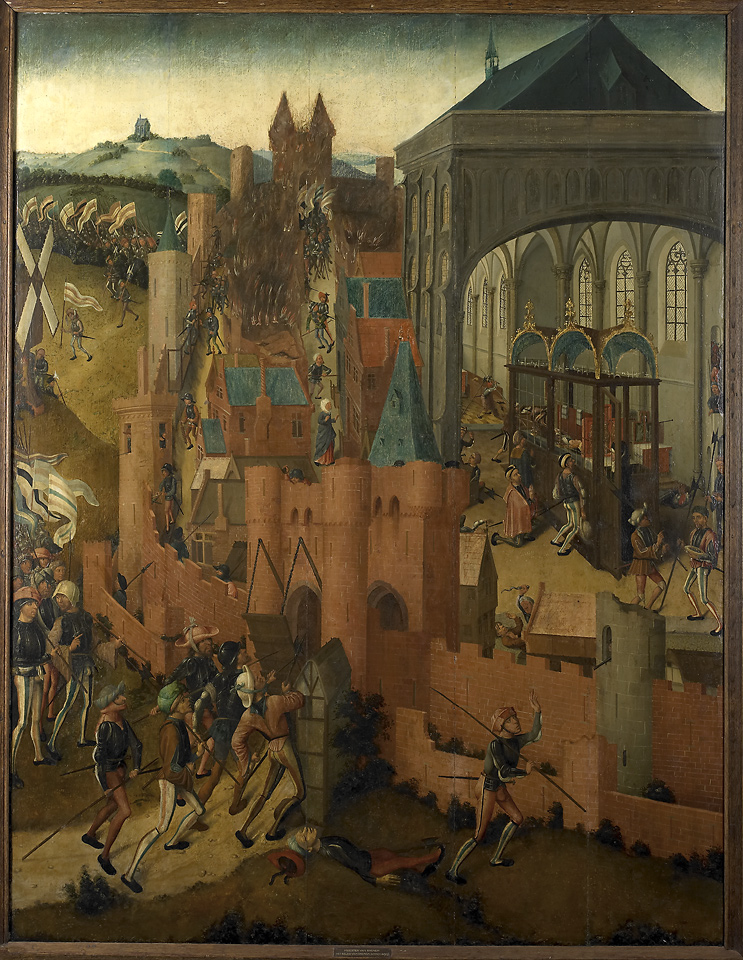
Inname van Rhenen
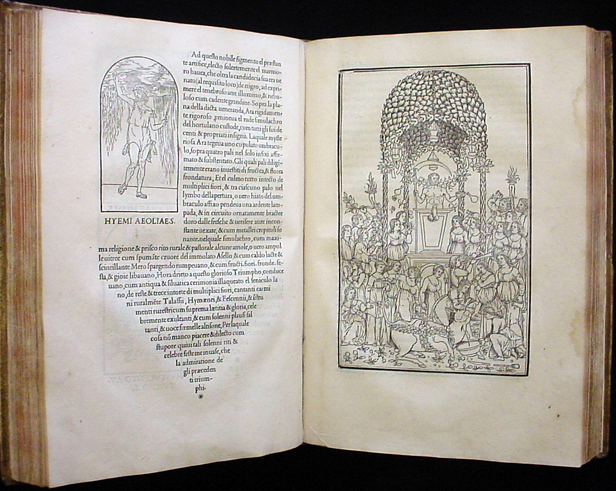
Hypnerotomachia Poliphili
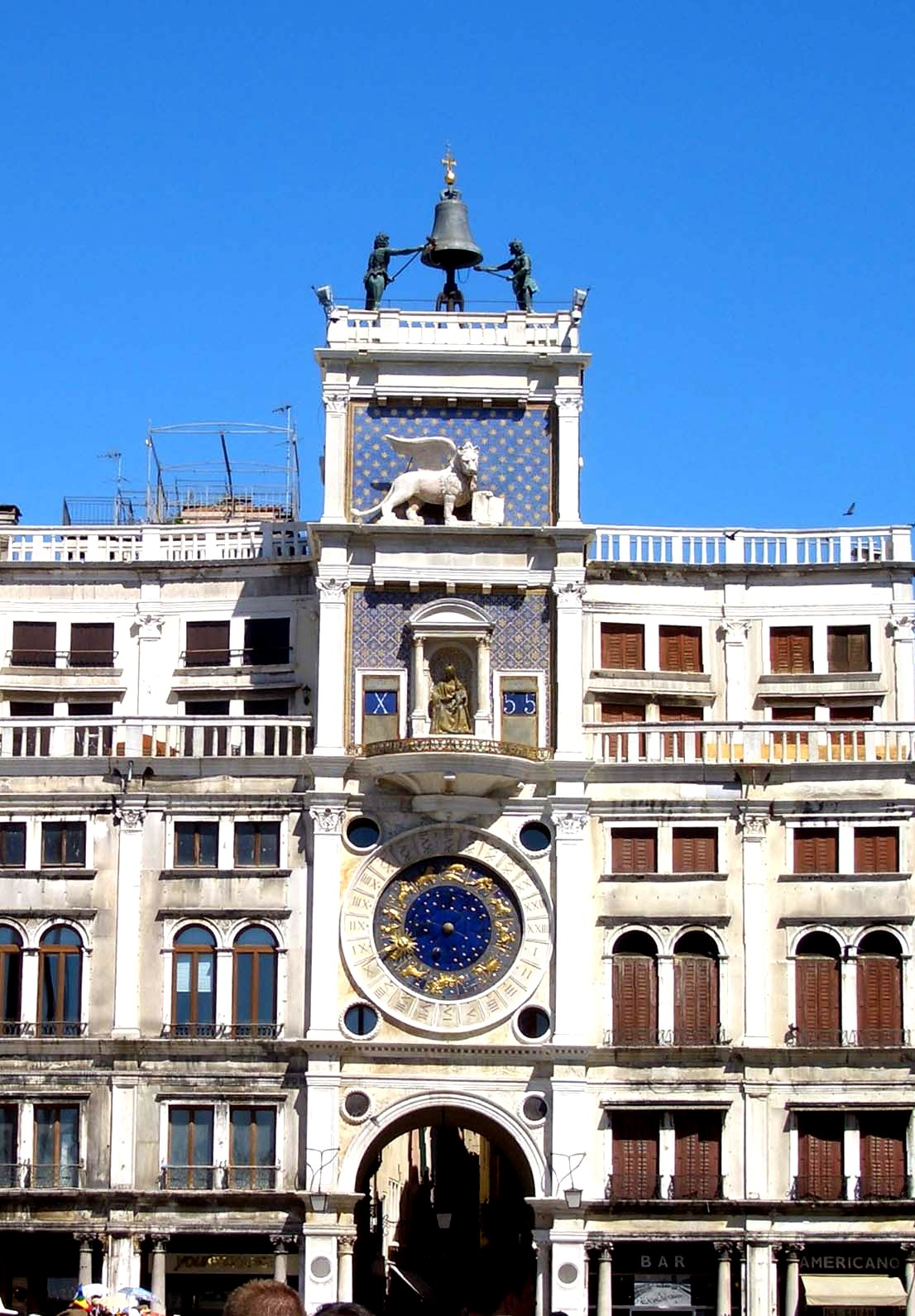
Torre dell'Orologio, Venetië (gebouwd 1496-1499)
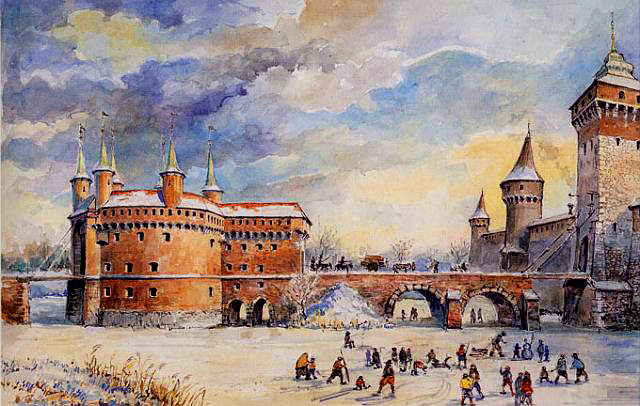
Barbakan, Krakau (gebouwd 1498-1499)
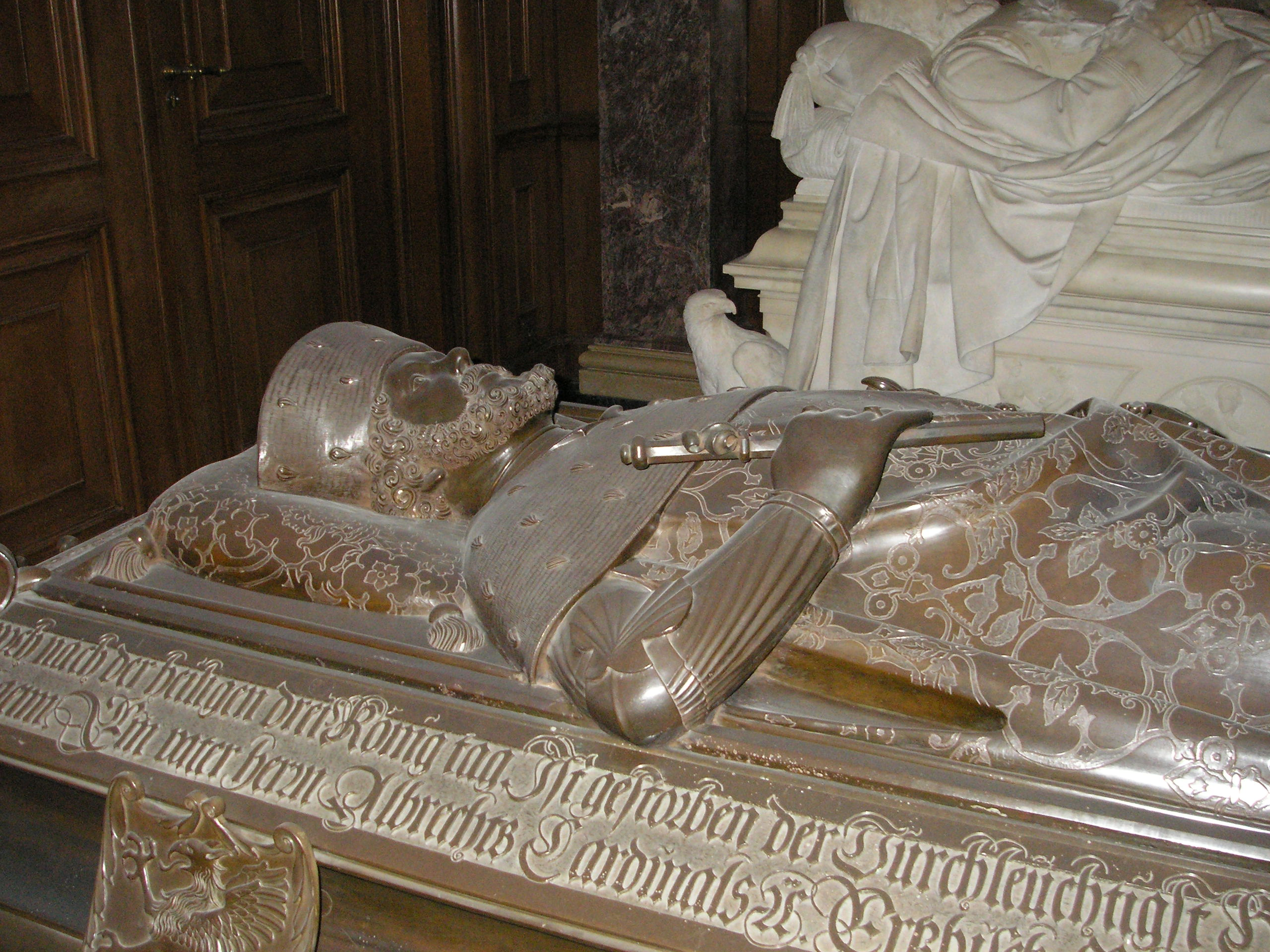
graftombe van Johann Cicero

## Geboren
- 6 januari - Johannes van Ávila, Spaans geestelijke (overleden 1569)
- 15 januari - Samuel Maciejowski, Pools bisschop (overleden 1550)
- 29 januari - Katharina von Bora, echtgenote van Maarten Luther (overleden 1552)
- 21 februari - Edmund Tudor, Engels prins, hertog van Somerset (overleden 1500)
- 23 maart - Hendrik XXXII van Schwarzburg, Duits edelman (overleden 1538)
- 31 maart - Pius IV, paus (1559-1565) (overleden 1565)
- 24 juni - Johannes Brenz, Duits kerkhervormer (overleden 1570)
- 9 augustus - Jan V van Hénin, Zuid-Nederlands militair en staatsman (overleden 1562)
- 1 september - Jan de Bakker, Nederlands geestelijke en protestants martelaar (overleden 1525)
- 3 september - Diana van Poitiers, Frans edelvrouw, maîtresse van koning Hendrik II (overleden 1566)
- 8 september - Petrus Martyr Vermigli, Italiaans gereformeerd theoloog (overleden 1562)
- 20 september - Johan Albrecht van Brandenburg-Ansbach, Duits aarts- en prins-bisschop (overleden 1550)
- 13 oktober - Claude van Frankrijk, echtgenote van koning Frans I (overleden 1524)
- 31 oktober - Günther XL van Schwarzburg, Duits edelman (overleden 1552)
- Adrianus Petit Coclico, Nederlands zanger en componist (overleden 1562 of 1563)
- Michiel Coxie, Zuid-Nederlands schilder (overleden 1592)
- Jan IV van Egmont, Nederlands edelman, graaf van Egmont (overleden 1528)
- Thomas Elyot, Engels geleerde
- Sebastian Franck, Duits theoloog
- Johannes a Lasco, Pools kerkhervormer
- Lempira, anti-Spaans indianenleider
- Pietro del Monte San Savino, grootmeester van de Orde van Malta
- Hendrik IV van Nassau-Beilstein, Duits edelman
- Bernardino de Sahagún, Spaans missionaris en antropoloog
- Joachim Sterck van Ringelbergh, Zuid-Nederlands wetenschapper
- Lancelot van Ursel, Nederlands edelman
- Christoph Zobel, Duits jurist
- Juan Rodríguez Cabrillo, Portugees ontdekkingsreiziger (jaartal bij benadering)
- Johan Stefan van Kalkar, Duits-Italiaans schilder (jaartal bij benadering)
- Giulio Romano, Romeins schilder (jaartal bij benadering)
- James Stuart, Schots edelman (jaartal bij benadering)
- Niccolò Tartaglia, Italiaans wiskundige (jaartal bij benadering)
- Jan van Themseke, Zuid-Nederlands politicus (jaartal bij benadering)
- Laurentius Torrentinus, Nederlands-Florentijns boekdrukker (jaartal bij benadering)

## Overleden
- 9 januari - Johann Cicero (43), keurvorst van Brandenburg (pleuritis)
- 8 april - Otto II van Palts-Mosbach (63), Duits edelman
- 26 mei - Hendrik IV van Nassau-Beilstein (~49), Duits edelman
- 30 mei - John Cheyne (~56), Engels edelman
- 22 juli - Nittert Fox, Saksisch legerleider (gesneuveld)
- 6 augustus - Jean Bilhères de Lagraulas, Frans kardinaal
- 29 augustus - Alesso Baldovinetti (73), Florentijns schilder
- 1 oktober - Marsilio Ficino (65), Florentijns filosoof
- 23 november - Perkin Warbeck (~25), Vlaams-Engels troonpretendent (opgehangen)
- 28 november - Eduard Plantagenet (24), Engels edelman (onthoofd)
- Laura Cereta (~30), Venetiaans schrijfster
- Paulo da Gama (~34), Portugees zeevaarder
- Cord Kettler (~81), Duits edelman
- Nicoletto Vernia, Italiaans filosoof (jaartal bij benadering)

## Trivia
- Het tweede deel van het spel Assassin's Creed II zowel als de opvolger Assassin's Creed: Brotherhood spelen zich af in 1499